# Карсон (Каліфорнія)
Карсон (англ. Carson) — місто (англ. city) в США, в окрузі Лос-Анджелес штату Каліфорнія. Населення — 95 558 осіб (2020).
Статус міста отримано 20 лютого 1968 року. Карсон розташоване за 21 кілометр на південь від центру Лос-Анджелеса і є його передмістям. Карсон є наймолодшим муніципалітетом в Саут-Бей, районі Великого Лос-Анджелеса.

## Географія
Карсон розташований за координатами 33°50′25″ пн. ш. 118°14′58″ зх. д. / 33.84028° пн. ш. 118.24944° зх. д. (33.840367, -118.249574).  За даними Бюро перепису населення США в 2010 році місто мало площу 49,13 км², з яких 48,50 км² — суходіл та 0,63 км² — водойми.

## Демографія
Згідно з переписом 2010 року, у місті мешкало 91 714 осіб у 25 432 домогосподарствах у складі 20 726 родин. Густота населення становила 1867 осіб/км².  Було 26226 помешкань (534/км²).
Расовий склад населення:
| - 25,6 % — азіатів - 23,8 % — білих - 23,8 % — чорних або афроамериканців - 2,6 % — вихідців з тихоокеанських островів - 0,6 % — корінних американців - 18,7 % — осіб інших рас |

До двох чи більше рас належало 4,8 %. Частка іспаномовних становила 38,6 % від усіх жителів.
За віковим діапазоном населення розподілялося таким чином: 24,0 % — особи молодші 18 років, 62,2 % — особи у віці 18—64 років, 13,8 % — особи у віці 65 років та старші. Медіана віку мешканця становила 37,6 року. На 100 осіб жіночої статі у місті припадало 91,9 чоловіків;  на 100 жінок у віці від 18 років та старших — 88,5 чоловіків також старших 18 років.
Середній дохід на одне домашнє господарство  становив 82 725 доларів США (медіана — 72 421), а середній дохід на одну сім'ю — 88 022 долари (медіана — 79 375). Медіана доходів становила 43 484 долари для чоловіків та 42 022 долари для жінок. За межею бідності перебувало 10,9 % осіб, у тому числі 15,8 % дітей у віці до 18 років та 8,8 % осіб у віці 65 років та старших.
Цивільне працевлаштоване населення становило 41 998 осіб. Основні галузі зайнятості: освіта, охорона здоров'я та соціальна допомога — 27,7 %, виробництво — 12,9 %, роздрібна торгівля — 10,1 %, науковці, спеціалісти, менеджери — 9,0 %.

## Спорт
Дві футбольні команди базуються на стадіоні «StubHub Center» в Карсоні:
| Клуб                 | Ліга | Стадіон          |
| -------------------- | ---- | ---------------- |
| Лос-Анджелес Гелаксі | MLS  | «StubHub Center» |
| Чівас США            | MLS  | «StubHub Center» |

## Відомі уродженці або мешканці
- Dr. Dre — відомий американський репер та продюсер
- Лістер Томмі — актор та колишній реслер
- The Game — американський репер
- Норвуд Бренді — американська R&B-співачка, автор пісень, продюсер, актриса та телеведуча
- Вітакер Форест — американський актор, режисер, продюсер